# Хотырева, Яна Викторовна
Яна Викторовна Хотырева (15 января 1997, Шар, Казахстан) — российская футболистка, полузащитница.

## Биография
С раннего детства жила в Москве. Занималась художественной гимнастикой, аэробикой, волейболом. Футболом начала заниматься в СШОР № 46 «Царицыно» у тренера Светланы Шустиковой. Победительница и лучший игрок первенства России 2011 года среди девушек до 14 лет в составе сборной Москвы.
На взрослом уровне начинала выступать за московские клубы второго и первого дивизионов России. В составе «Царицыно» — чемпионка (2013) и серебряный призёр (2016) финального турнира второго дивизиона. Победительница первого дивизиона 2017 года в составе клуба «Спарта-Свиблово».
С 2018 года играет за московский «Локомотив». Дебютный матч в высшей лиге провела 28 апреля 2018 года против «Чертаново», заменив в перерыве Алёну Рузину. Всего в своём дебютном сезоне сыграла 10 матчей, но, как правило, выходила на замены. В сезоне 2019 начала закрепляться в основном составе, благодаря чему забила свой дебютный гол за «Локомотив» в матче второго круга первенства против «Чертаново». По итогам сезона 2019 года вошла в ТОП-5 ассистентов среди игроков всех команд (5 голевых передач). Серебряный призёр чемпионата России 2019 и 2020 годов, чемпионка России 2021 года. В 2022 году играла за белорусский ЖФК «Минск», а в 2024 году — за «Крылья Советов».
Выступала за юношескую и молодёжную сборные России. Обладатель бронзовой медали Универсиады 2019 года в Италии, где сыграла 5 матчей, отметившись голом (в четвертьфинальном матче со сборной Республики Корея) и результативной передачей.
Учится в МГАФК на футбольного тренера.